# Firuzi
Firuzi (em persa: فيروزي, também romanizada como Fīrūz̄ī e Fīrūzī) é uma aldeia do distrito rural de Bidak, no condado de Abadeh, na província de Fars, Irã.
Segundo o censo de 2006, sua população era de 225, em 78 famílias.